# Speyergau
Speyergau era a l'edat mitjana una jurisdicció comtal que s'estenia en l'entorn de la ciutat d'Espira (alemany Speyer). Figura entre les possessions centrals de la Dinastia Sàlica.

## Comtes al Speyergau
- Werner († 920) comte a Nahegau, Speyergau i Wormsgau al voltant de 890/910, casat amb una dama conradiana
- Conrad el Roig (+ vers 955), fill de l'anterior, comte a Nahegau, Speyergau, Wormsgau i Niddagau, comte a Francònia, duc de Lorena, casat al voltant de 947 amb Liutgarda de Saxònia (931, † 953) filla del rei Otó I de la Dinastia Otoniana
- Otó de Worms (Otó de Caríntia) († 1004), fill de l'anterior, comte a Nahegau, Speyergau, Wormsgau, Elsenzgau, Kraichgau, Enzgau, Pfinzgau i Ufgau, duc de Caríntia
- Conrad II de Caríntia el Jove (1003, † 1039) net de l'anterior, comte de Nahegau, Speyergau i Wormsgau, duc de Caríntia (1036–1039)

## Landvögt al Speyergau
- Comte Frederic de Leiningen, testimoniat el 1205
- Comte Frederic III de Leiningen, testimoniat el 1301
- Jordi I de Geroldseck, comte de Veldenz, 1310/15 Landvogt (Protector) a Speyergau, testimoniat vers 1288/1348
- Otó V d'Ochsenstein, † 1327, 1291/1302 Landvogt a l'Ortenau, 1315/27 landvogt a Alsàcia, 1315 landvogt al Speyergau
- Albert Hummel de Lichtenburg, testimoniat el 1335
- Otó VI d'Ochsenstein, Landvogt a Alsàcia i Seyergau, † abans de 1377